# Afroguinée Magazine
Afroguinée Magazine est un site d’informations culturel sur la Guinée et sa diaspora,.
Fondé en janvier 2012 par le journaliste et animateur radio, Aboubacar Mamadou Camara, qui en est le directeur de publication.

## Histoire
Afroguinée Magazine est un site d’informations culturel et indépendant sur la Guinée et sa diaspora,.
Fondé en janvier 2012 par le journaliste et animateur radio, Aboubacar Mamadou Camara, qui en est le directeur de publication.
Le site culturel a été mise en ligne le 7 janvier 2013. Il traite de l'actualité culturelle et des évènements d’afro-guinéens à travers le monde. 
Plusieurs rubriques relayent les infos sur les artistes guinéens et africains, leurs actualités people et les mutations du réseau social guinéen.

## Prix et reconnaissances
- 2015 : Elu meilleur site d’informations culturelles lors de la deuxième édition du Prix Djéliba[6] ;
- 2015 : Prix du meilleur article culturel lors de la deuxième édition du Prix Djéliba ;
- 2016 : Elu meilleur site d’informations culturelles lors de la troisième édition du Prix Djéliba.